# ويلينغتون كابرال كوستا
ويلينغتون كابرال كوستا (مواليد 1 فبراير 1996) هو لاعب كرة قدم برازيلي.

## وصلات خارجية
- ويلينغتون كابرال كوستا على موقع رابطة كرة القدم اليابانية للمحترفين (اليابانية)
- ويلينغتون كابرال كوستا على موقع قاعدة بيانات كرة القدم.إي يو (الإنجليزية)
- ويلينغتون كابرال كوستا على موقع Soccerway.com (الإنجليزية)
- ويلينغتون كابرال كوستا على موقع عالم كرة القدم.نت (الإنجليزية)